# Sulayman ben Yaqzan ibn al-Arabi
Sulayman ibn Yaqzan al-Arabi (al-Kalbi) était un Wali (gouverneur) de Barcelone et Gérone en 777.

## Biographie
L'histoire d'Al-Arabi n'est connue que par les travaux de l'historien Abu al-Hassan Ali ibn Muhammad ibn Muhammad (1160-1233), aussi connu sous le nom de Ali ‘izz ad-Din ibn al-Athir al-Jazari, qui a écrit quatre siècles après les faits.
Selon Ibn al-Athir, al-Arabi, menacé par Abd ar-Rahman Ier, l'émir omeyyade de Cordoue, envoya une délégation à Charlemagne à Paderborn. Sulayman lui offrait la soumission et l'allégeance de Husayn de Saragosse et abou Taur de Huesca en échange d'une aide militaire. En réponse, l'armée de Charlemagne traversa les Pyrénées vers Saragosse en 778 dans le but de tenir la ville pendant qu'ils iraient guerroyer.
Husayn de Saragosse a été remplacé entre-temps. Trouvant les portes de Saragosse closes, l'armée de Charlemagne décida de retourner dans son royaume.
Les troupes de Charlemagne firent quelques prisonniers dont Sulayman, sans doute livré par ses amis. Alors que l'armée faisait route vers le nord, les enfants de Sulayman, Aysun al-Arabi et Matruh al-Arabi, réussirent un coup de main, obtenant la libération de leur père.
Sulayman retourna à Saragosse où, en 780, il fut tué par son ancien ami et allié Husayn de Saragosse.
Sur le chemin du retour, l'armée de Charlemagne mit à sac la ville vasconne de Pampelune. En représailles, elle fut ensuite attaquée par les Vascons à Roncevaux, en Navarre le 15 aout 778. 
Cet épisode est détaillé dans la bataille de Roncevaux.
Ces événements historiques sont considérés comme faisant partie du noyau factuel autour duquel fut créé, après des siècles de tradition orale chez les chrétiens, la Chanson de Roland qui a pris une grande importance dans la culture médiévale française et dans le monde chrétien de l'Europe occidentale. Cependant, elle n'a pas eu le même retentissement dans le monde musulman.